# Kościół św. Marcina w Zawidzu Kościelnym (stary)
Kościół świętego Marcina – obecnie nieużytkowany dawny kościół parafialny znajdujący się w miejscowości Zawidz Kościelny, w powiecie sierpeckim, w województwie mazowieckim. Obok świątyni stoi nowy kościół parafialny.
Jest to świątynia wzniesiona z 1877 roku (według niektórych źródeł jest to gruntownie przebudowana świątynia z 1742 roku) ufundowana przez cześnika płockiego J. Żórawskiego. Remontowana była w 1947 roku. W 1987 roku przestała spełniać funkcje sakralne. Obecnie znajduje się w złym stanie technicznym.
Budowla jest drewniana i posiada konstrukcję zrębową, wzmocniona jest lisicami i jest pionowo oszalowana. Posiada trzy nawy i jest orientowana. Wybudowana została na planie krzyża, ramiona boczne są zamknięte prostokątnie. Prezbiterium nie jest wydzielone zewnętrznie od nawy i zamknięte jest trójbocznie. Z boku nawy znajduje się kruchta. Świątynia nakryta jest blaszanym dachem jednokalenicowym, obecnie bardzo uszkodzonym, na dachu jest umieszczona kwadratowa wieżyczka na sygnaturkę zwieńczona blaszanym dachem hełmowym. Obecnie drzwi do kościoła są zamknięte, a prawie wszystkie okna zostały wybite. Te, które się zachowały, posiadają witraże wykonane w latach 50. XX wieku.

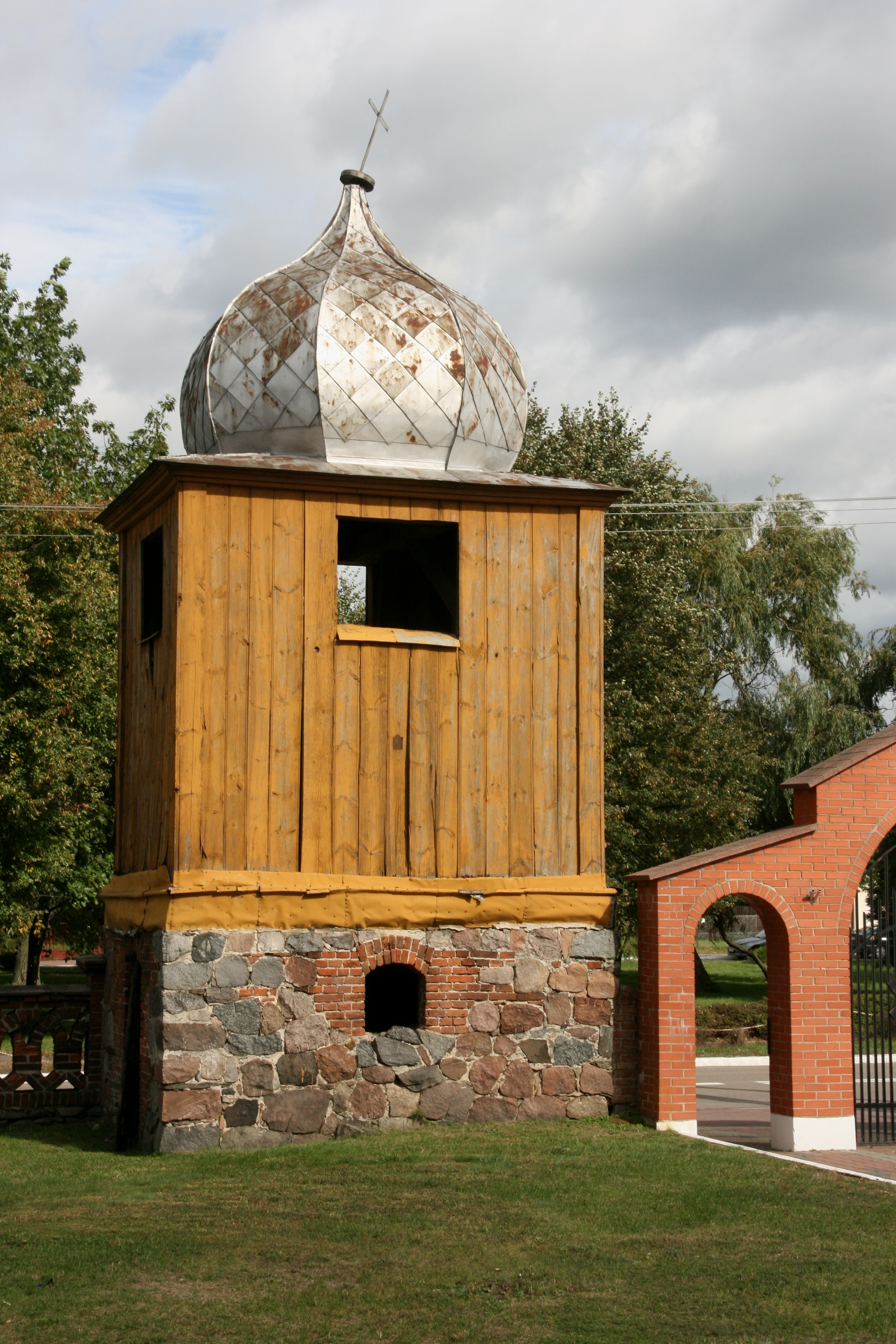
Dzwonnica

Wnętrze dzieliły na trzy części drewniane słupy, niestety, obecnie część z nich już nie ma. Wnętrze ozdabia polichromia wykonana w 1957 roku. Wyposażenie znajduje się obecnie w nowym kościoła (są to dwa ołtarze boczne w stylu barokowym pochodzące z początku XVII wieku - lewy wykonany w 1700 roku z rzeźbami nieokreślonych biskupów oraz św. Marcina biskupa w zwieńczeniu, – prawy, wykonany w I. połowie XVIII wieku z obrazem św. Anny nauczającej Maryję, oraz św. Barbary w zwieńczeniu). Zachowały się barokowa, drewniana chrzcielnica z XVII wieku z grupą chrztu Chrystusa w zwieńczeniu ażurowej pokrywy oraz drewniana ambona podparta słupem. Obecnie zostało rozebranych również część desek podłogowych.